# 이상재 (1934년)
이상재(1934년 8월 22일~2017년 6월 13일)는 대한민국의 정치인이다. 제12·14대 국회의원을 지냈다.

## 역대 선거 결과
|  | 35.25% |

|  | 40.33% |

|  | 39.80% |

|  | 26.19% |

|  | 19.21% |